# Rosewood, New South Wales
Rosewood är en ort i Australien. Den ligger i kommunen Tumbarumba och delstaten New South Wales, i den sydöstra delen av landet, omkring 370 kilometer sydväst om delstatshuvudstaden Sydney. Antalet invånare är 364.
Trakten runt Rosewood är nära nog obefolkad, med mindre än två invånare per kvadratkilometer.. Närmaste större samhälle är Tumbarumba, omkring 15 kilometer sydost om Rosewood.
Trakten runt Rosewood består till största delen av jordbruksmark. Genomsnittlig årsnederbörd är 1 009 millimeter. Den regnigaste månaden är mars, med i genomsnitt 129 mm nederbörd, och den torraste är oktober, med 57 mm nederbörd.